# Motsamai Mpho
Motsamai Keyetswe Mpho (Maun, Beetsjoeanaland 3 februari 1921 - Gaborone, Botswana 18 november 1921) was een Botswaans politicus. Hij behoorde tot de Botswana Independence Party (BIP) die hij mede had opgericht en was in de beginjaren na de onafhankelijkheid in 1966 een van de belangrijkste oppositieleiders van het land.

## Biografie
Hij werd geboren in Maun in Beetsjoeanaland (Botswana) en bezocht de lagere school aldaar. en de middelbare school in Vryburg (Tiger Kloof Educational Institute). In 1944 behaalde hij aldaar zijn schooldiploma. Vanaf 1948 werkte hij als welzijnswerker in mijnbouw in Zuid-Afrika. In Zuid-Afrika was hij ook werkzaam als lekenprediker en in 1952 sloot hij zich aan bij het Afrikaans Nationaal Congres (ANC). Binnen het ANC vervulde hij diverse functies in de West Rand en was onder meer organisator en secretaris van het ANC in Roodepoort. In 1956 werd hij gearresteerd, maar werd na een jaar weer vrijgelaten. In 1960 werd hij opnieuw gearresteerd en naar Beetsjoeanaland, toen nog een Brits protectoraat gedeporteerd. Tijdens zijn gevangenschap in Zuid-Afrika was hij getrouwd met Onalepelo Hannah Macheng.
In Beetsjoeanaland was hij betrokken bij de oprichting van de sociaaldemoocratische Botswana People's Party (BPP) in 1960, maar verliet die partij in 1962 na een intern conflict en was een van de oprichters van de Botswana Independence Party (BIP). Hij werd gekozen tot leider van de BIP. Bij de verkiezingen voor de wetgevende vergadering van het protectoraat in 1965 slaagde hij er niet in gekozen te worden. Bij de verkiezingen van 1969, de eerste verkiezingen na de onafhankelijk in 1966, werd Mpho als enige vertegenwoordiger van de BIP in de Nationale Vergadering gekozen. In het parlement representeerde hij het district Okavango. In 1974 werd hij herkozen, maar in 1979 verloor hij zijn zetel. Al die tijd was Mpho de enige vertegenwoordiger van de BIP in het parlement gebleven. Na zijn zetel te hebben verloren bleef hij echter leider van de BIP. De partij deed onder zijn leiding in 1984 en 1989 zonder succes mee aan de verkiezingen.
In 1994 fuseerde de BIP van Mpho met de Botswana Freedom Party van Leach Tlhomelang tot de Independence Freedom Party, waarvan Ilhomelang het leiderschap op zich nam.
Motsamai Mpho overleed op hoge leeftijd, op 18 november 2012 in Gaborone, de hoofdstad van Botswana.
Hij onderhield, ook al behoorde hij tot de oppositie, een uitstekend relatie met Sir Seretse Khama, de eerste president van Botswana en had een portret van hem in zijn studeerkamer hangen. Hij werd gezien als iets linkser dan Khama, maar inhoudelijk waren de verschillen zeer klein.